# Plecia rugosa
Plecia rugosa är en tvåvingeart som beskrevs av Hardy 1940. Plecia rugosa ingår i släktet Plecia och familjen hårmyggor.
Artens utbredningsområde är Colombia. Inga underarter finns listade i Catalogue of Life.